# Jatropha dioica
Jatropha dioica là một loài thực vật có hoa trong họ Đại kích. Loài này được Sessé mô tả khoa học đầu tiên năm ngày 2 tháng 7 năm 1794.

## Hình ảnh

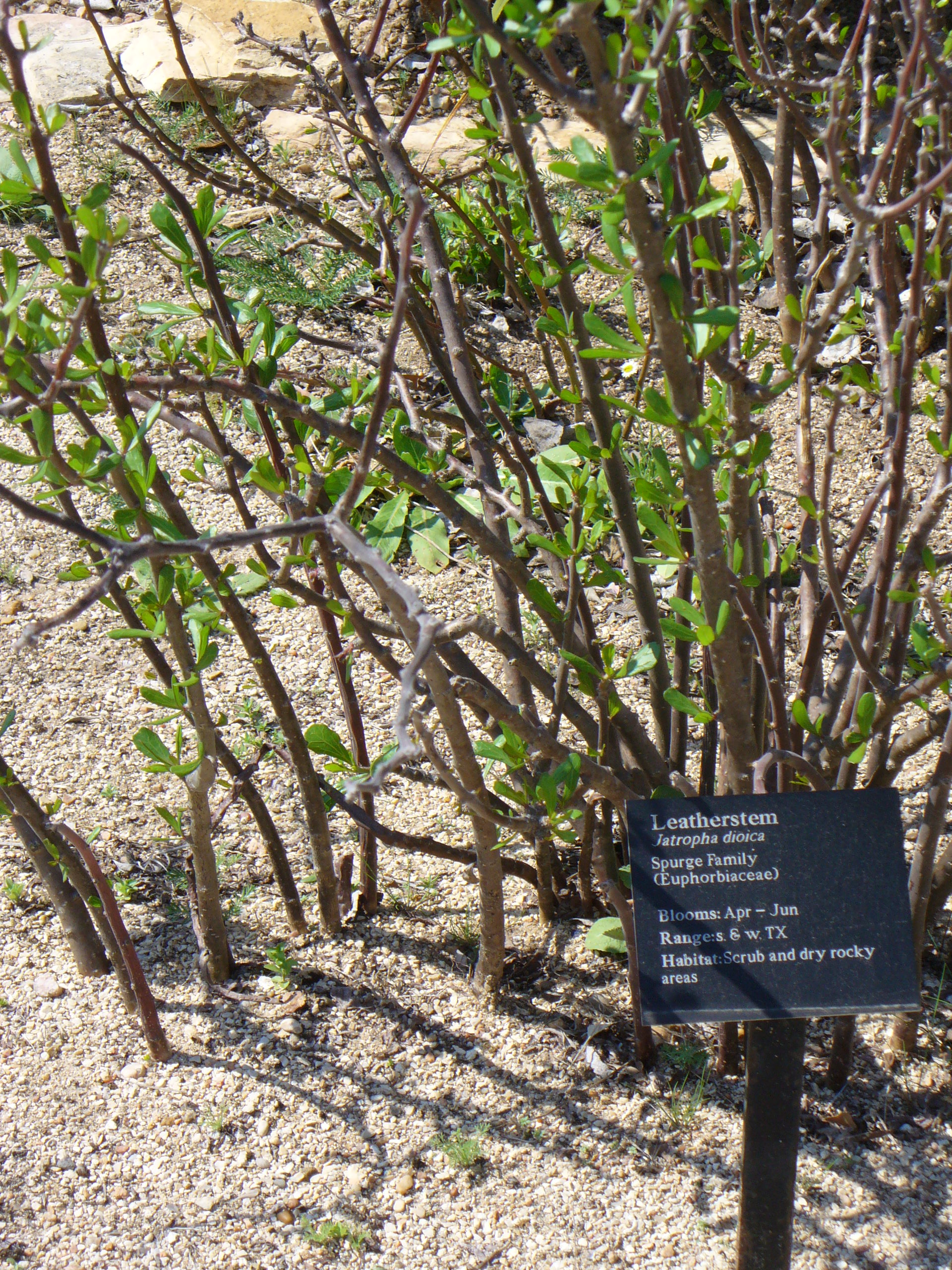
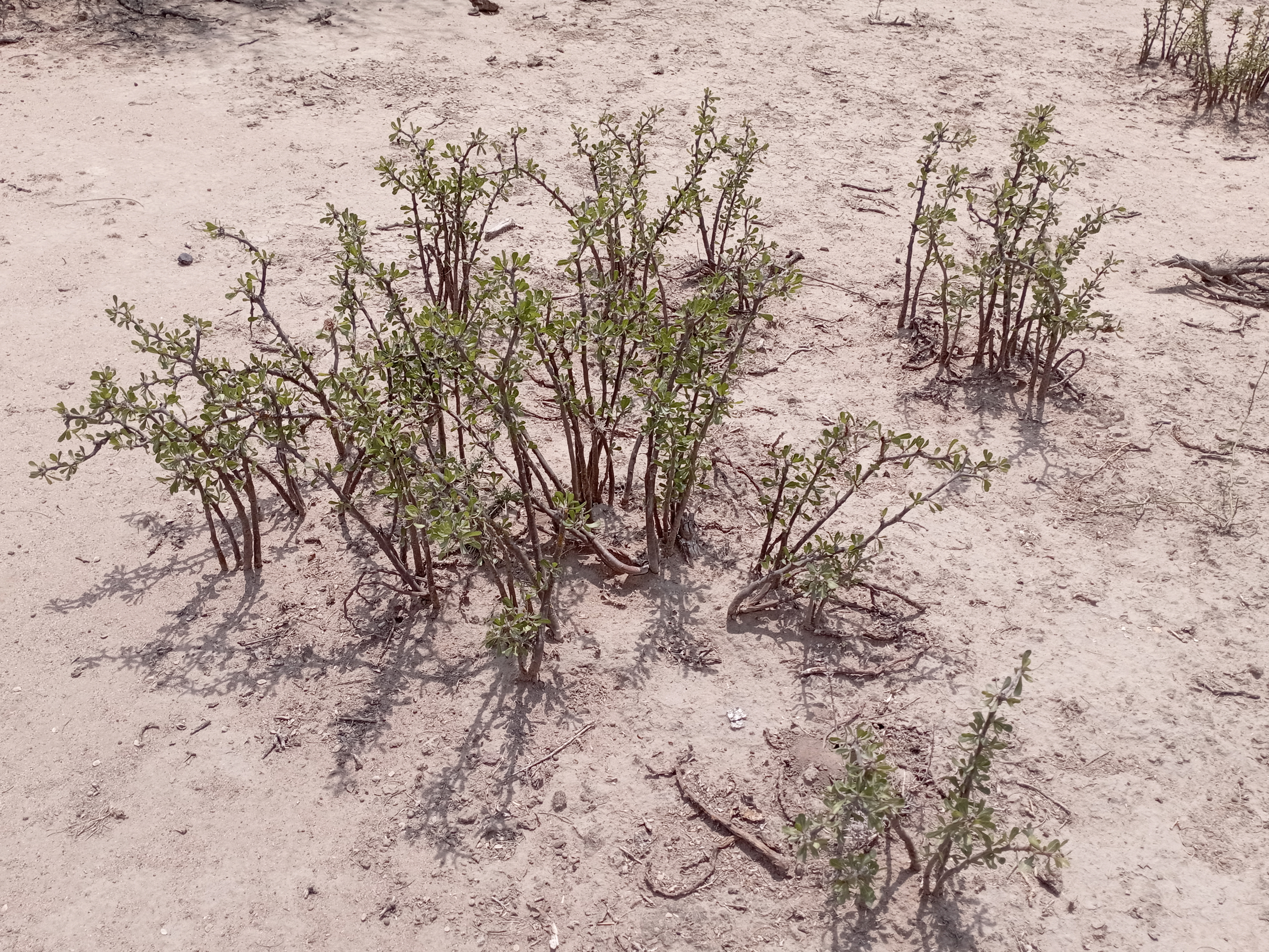
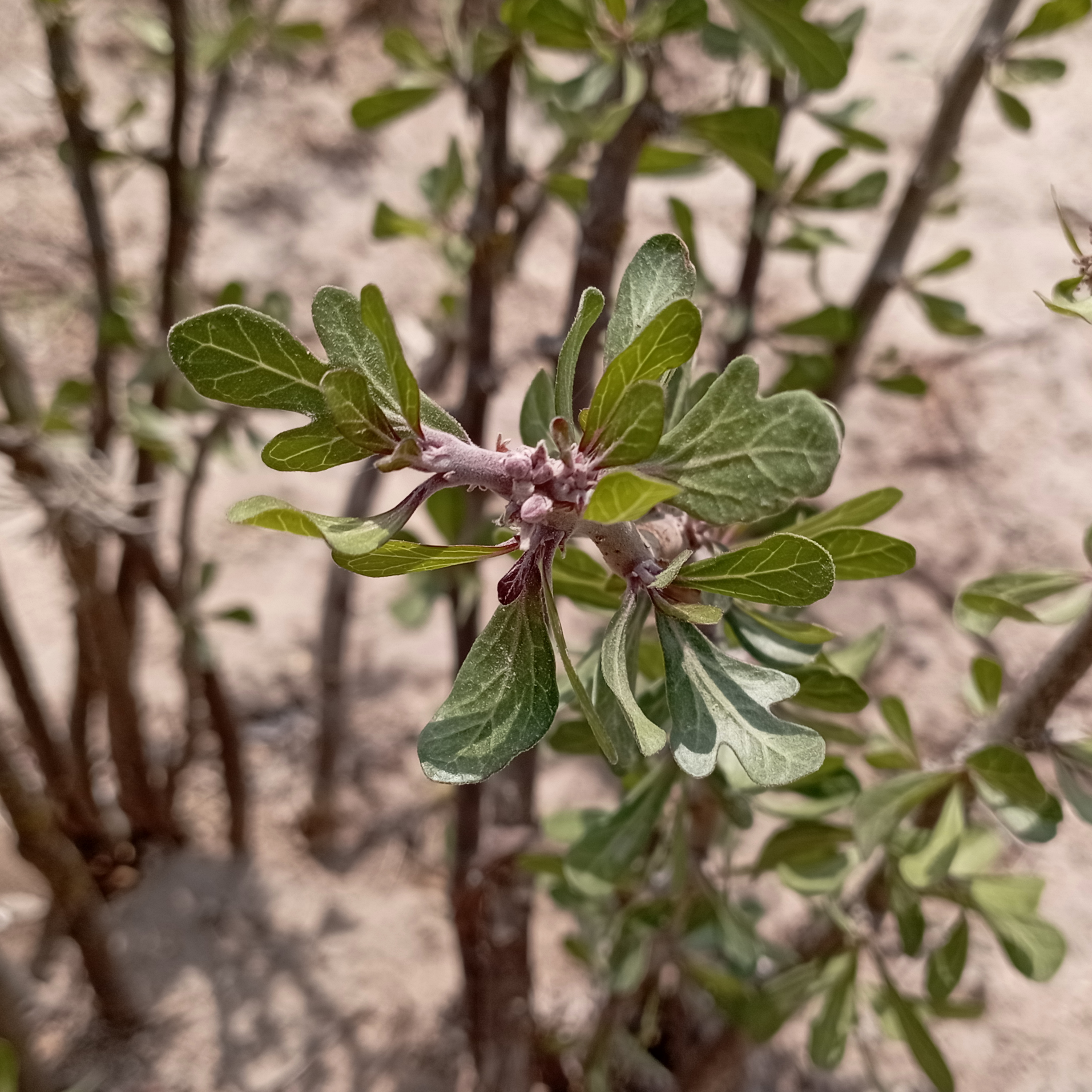
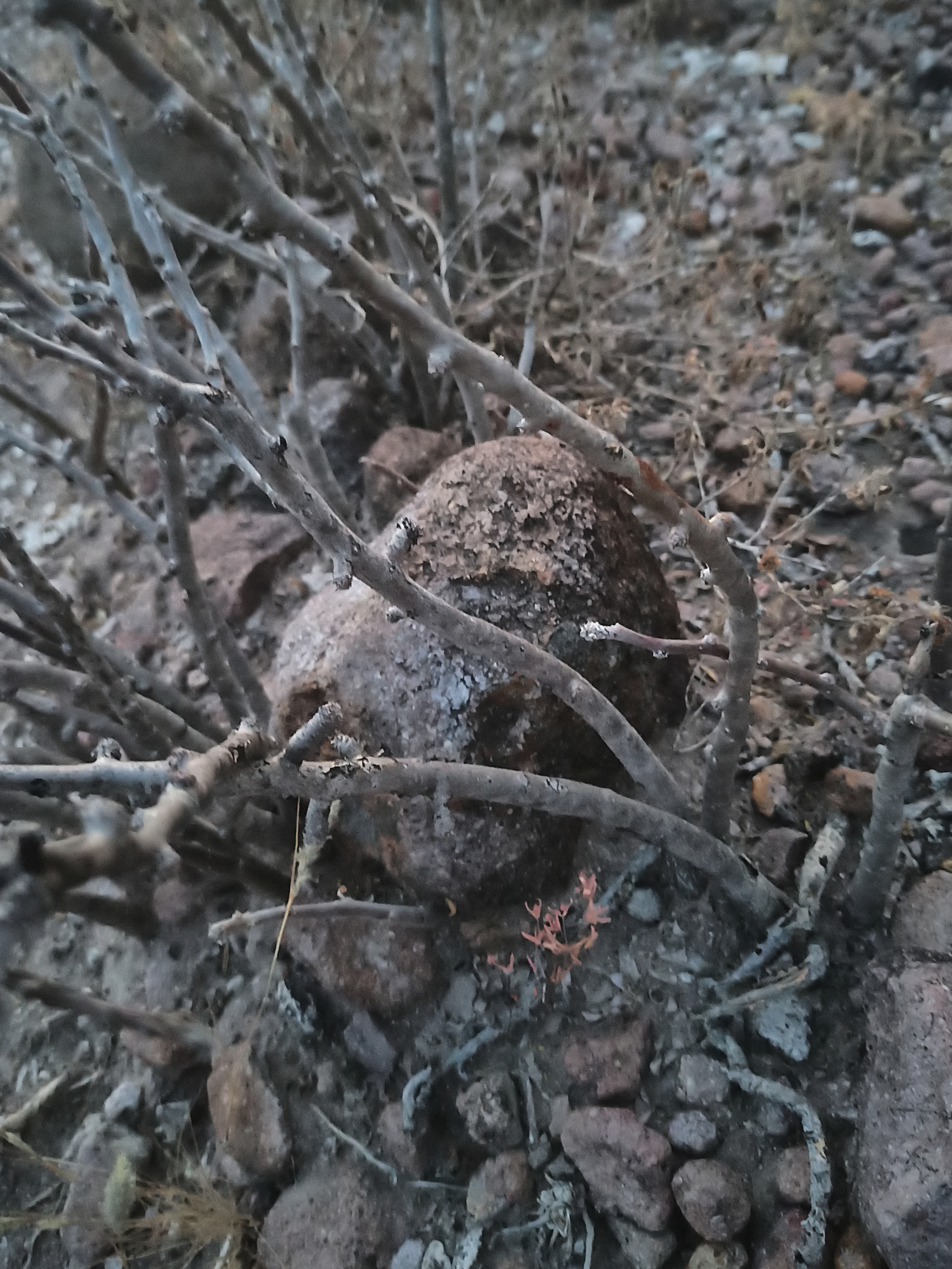